# Anton Aškerc

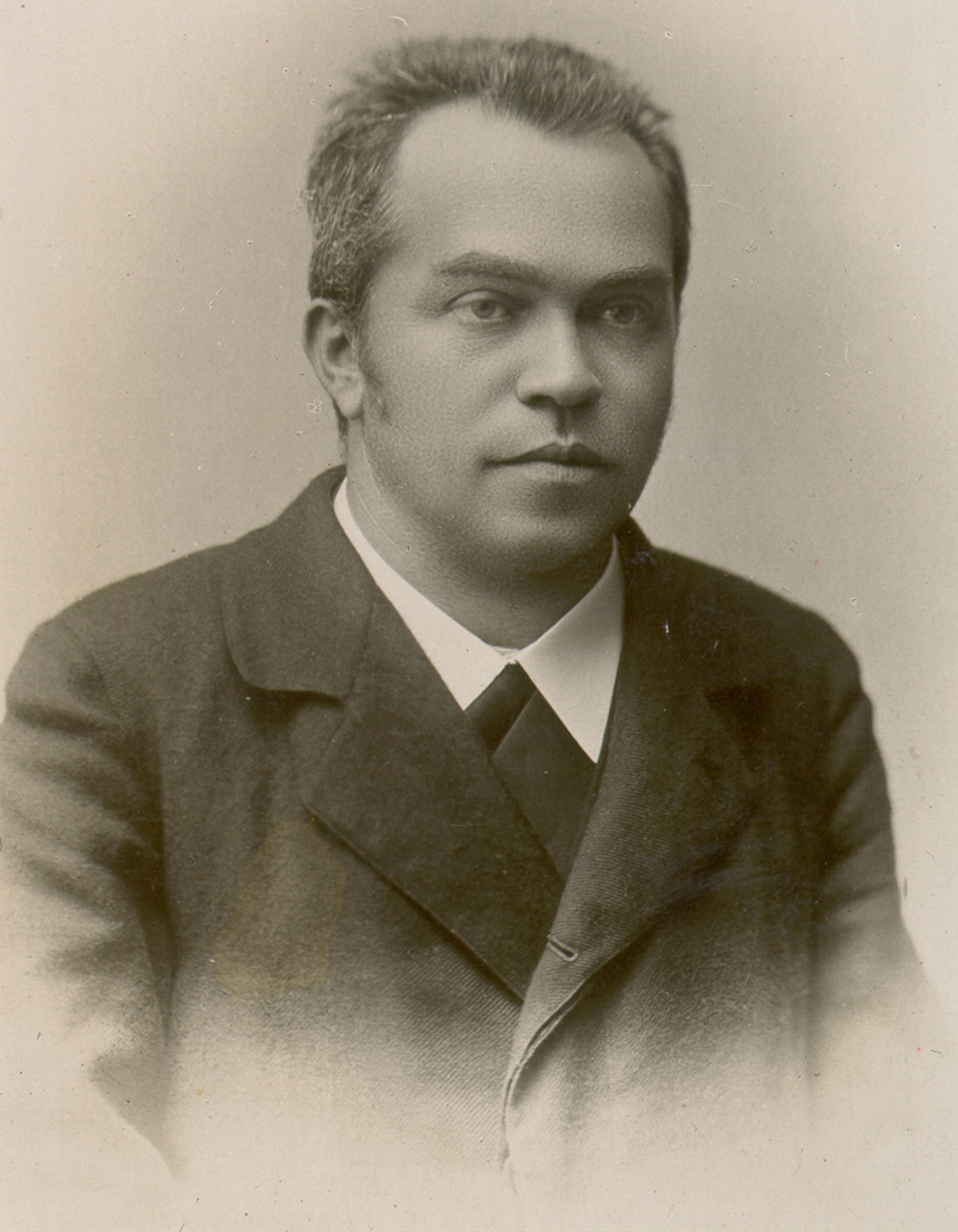
Anton Aškerc.

Anton Aškerc, född 9 januari 1856 i Rimske Toplice, död 10 juni 1912 i Ljubljana, var en slovensk författare.

## Biografi
Aškerc, som var bondson, prästvigdes 1881. På grund av sina liberala åsikter, särskilt i religiösa frågor, tvingades han i början av 1890-talet att lämna sin prästtjänst, men erhöll en liten pension. Betraktad som ledare av den moderna slovenska diktkonsten, blev han i slutet av 1890-talet utnämnd till stadsarkivarie i Ljubljana och redaktör för den litterära tidskriften "Ljubljanski zvon". 
Aškerc var banbrytare inom den slovenska episka diktningen och var högt skattad i sitt land under sin egentliga skapartid, men blev skarpt klandrad av den "modernistiska" diktningen omkring 1910. Han utmärkte sig främst som lyriker och satiriker och förenande en modern uppfattning av sociala förhållanden med sympati för panslavismen. Hans naiva humor och stundom kärva satir riktas särskilt mot romersk-katolska kyrkan, dels i konstnärlig bearbetning av äldre historiska stoff, dels i legender förlagda till Indiens och Orientens sagovärld. Främst står han i sina kraftigt målande och slaviskt stämningsfulla ballader och romanser, som i karakteristisk form återspeglar den slaviska folkvisans tonart. 
Bland Aškercs viktigaste arbeten märks Ballader och romanser (1890), Lyriska och episka poesier (1896), och Tre dramatiska studier (1900). Aškerc företog vidsträckta resor och har på prosa skildrat en färd till Konstantinopel samt ett besök i Polen och Ryssland. Hans bästa dramatiska alster är det nationella sagospelet Zlatorog (1904), behandlande samma folkliga förhäxningsmotiv som Rudolf Baumbachs alpina diktcykel med samma namn (Leipzig 1897). 
Tillsammans med Ivan Vesel utgav Aškerc 1901 en antologi, innehållande egna och andra slovenska skriftställares versifierade översättningar av rysk poesi. 
Aškercs dikter har översatts till svenska av Alfred Jensen 1901.